# George Lyon
Pour les articles homonymes, voir Lyon (homonymie).

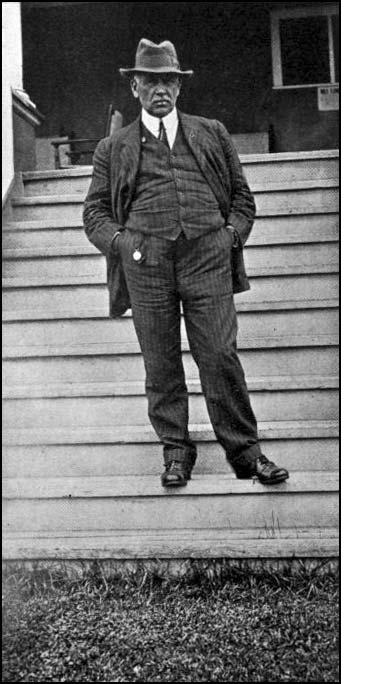
George Lyon.

George Seymour Lyon, né le 27 juillet 1858 et décédé le 11 mai 1938, était un golfeur amateur canadien. Il a notamment remporté la médaille d'or aux Jeux olympiques d'été de 1904 à Saint-Louis dans l'une des deux olympiades du XXe siècle où le golf fut programmé (avec les JO de 1900). Il a exercé également divers sports tels que le cricket, le curling ou le saut à la perche. Il a été introduit dans le temple de la renommée du sport canadien en 1955.

## Biographie
Lyon est né à Richmond en 1858. Au cours des trente premières années de sa vie, il s'exerce à différentes pratiques sportives, tout d'abord avec le saut à la perche établissant le record national à l'âge de 18 ans. Il pratique également le baseball puis le cricket où il est sélectionné dans l'équipe du Canada à la fin du XIXe siècle. Enfin, il pratique le curling et le football.
Bien qu'il n'ait commencé le golf qu'à l'âge de 38 ans, il s'est imposé à l'occasion des Jeux olympiques d'été de 1904 à Saint-Louis aux États-Unis, le tournoi olympique n'étant ouvert qu'aux amateurs. Il a également remporté à huit reprises le championnat amateur canadien entre 1898 et 1914 et le championnat canadien des seniors à dix reprises entre 1918 et 1930. Enfin, il s'est hissé en finale du championnat amateur des États-Unis en 1906 et en demi-finale du championnat amateur de Grande-Bretagne. En 1908, il se rend à Londres pour disputer les Jeux olympiques de Londres et y défendre son titre mais le tournoi est annulé au dernier moment et le golf ne sera plus jamais programmé aux olympiades (jusqu'au JO de Rio en 2016). Il décède à Toronto en 1938.
En 1955, il est introduit au temple de la renommée du sport canadien puis en 1971 au temple de la renommée du golf canadien.

## Jeux olympiques
- Champion olympique aux Jeux de Saint-Louis 1904 (États-Unis)